# Haquin Spegel

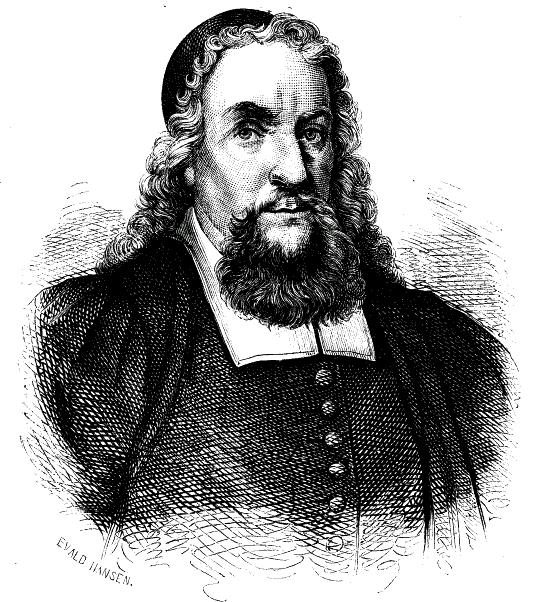
Haquin Spegel, Kupferstich von G. Fahlcrantz

Haquin Spegel, auch Håkan Spegel (* 14. Juni 1645 in Ronneby; † 17. April 1714 in Uppsala) war ein schwedischer lutherischer Theologe, Geistlicher (zuletzt Erzbischof von Uppsala) und Dichter.

## Leben
Spegel, Sohn des Kaufmanns Daniel Spegel und seiner aus Westfalen stammenden Frau Margareta Fischer, studierte Evangelische Theologie ab 1662 in Lund, später auch auf einer Auslandsreise in Deutschland (u. a. bei Heinrich Müller in Rostock und Abraham Calov in Wittenberg), Holland und England.  Nach der Rückkehr 1666 war er Hauslehrer in Malmö. 1671 promovierte er in Lund zum Mag. phil. und wurde zum Pfarrer ordiniert. Anschließend wirkte er in Strängnäs als Hofprediger bei der Königinwitwe Hedwig Eleonora von Schleswig-Holstein-Gottorf.
1675 berief König Karl XI. ihn zum Oberhofprediger. Vor allem dank der Feldzüge in Schonen im Nordischen Krieg, wo Spegel als oberster Feldprediger wirkte, gewann Spegel das Vertrauen des Königs, dessen Trauung mit Ulrike Eleonore von Dänemark und Norwegen er 1680 vollzog.
Schon 1679 war Spegel zum Superintendenten von Visby berufen worden. Er half dabei, die gerade erst wieder von Dänemark zurückeroberte Insel Gotland in die schwedische Kirche und das schwedische Reich zu integrieren, wurde aber immer wieder auch zu Arbeiten in Stockholm herangezogen. Er gehörte ab 1682 als Mitglied im Pfarrerstand den Reichstagen an. Unter anderem wirkte er an der Revision der Kirchenverfassung, die 1686 abgeschlossen war, sowie an dem neuen Katechismus und der neuen Bibelübersetzung („Karl-XII.-Bibel“ von 1703) mit, später auch an dem Gesangbuch von 1694. 1685 wurde er Bischof im Bistum Skara, 1693 Bischof im Bistum Linköping. 1711 wurde er als Nachfolger von Erik Benzelius d. Ä. zum Erzbischof von Uppsala ernannt und amtierte bis zu seinem Tod als höchster Würdenträger der Schwedischen Kirche. Hier bekämpfte er den nach Stockholm eindringenden Pietismus.
Spegel war ab 1683 mit Anna Schultin († 1730) verheiratet, der Witwe von Bischof Johannes Brodinus. Der einzige Sohn Jakob starb im Kindesalter. Eine Tochter heiratete den späteren Erzbischof Johannes Steuchius, eine andere den späteren Reichsrat Joachim von Düben d. Ä.

## Literarisches Wirken
Schon von jung an betätigte sich Spegel auch als Dichter. Er schrieb zahlreiche Kirchenlieder, von denen 56 im Gesangbuch von 1694 enthalten waren und noch neun im aktuellen schwedischen Gesangbuch von 1986. 1685 erschien sein Hauptwerk, das Versepos Gudz verk och hvila (Gottes Werk und Ruhen), das die Schöpfungsgeschichte nacherzählt. Später ergänzte er es durch die Epen Thet öpna Paradis, Thet tilslutna Paradis und Thet återvundna Paradis, die das Vorbild John Miltons aufnehmen. Ferner veröffentlichte er Predigten, Bibelauslegungen, eine Darstellung der schwedischen Kirchengeschichte (Then swenska kyrkiohistorian, 1707/08) und ein Wörterbuch (Glossarium sveo-gothicum, 1712).